# Wandsbek (Schiff, 1885)

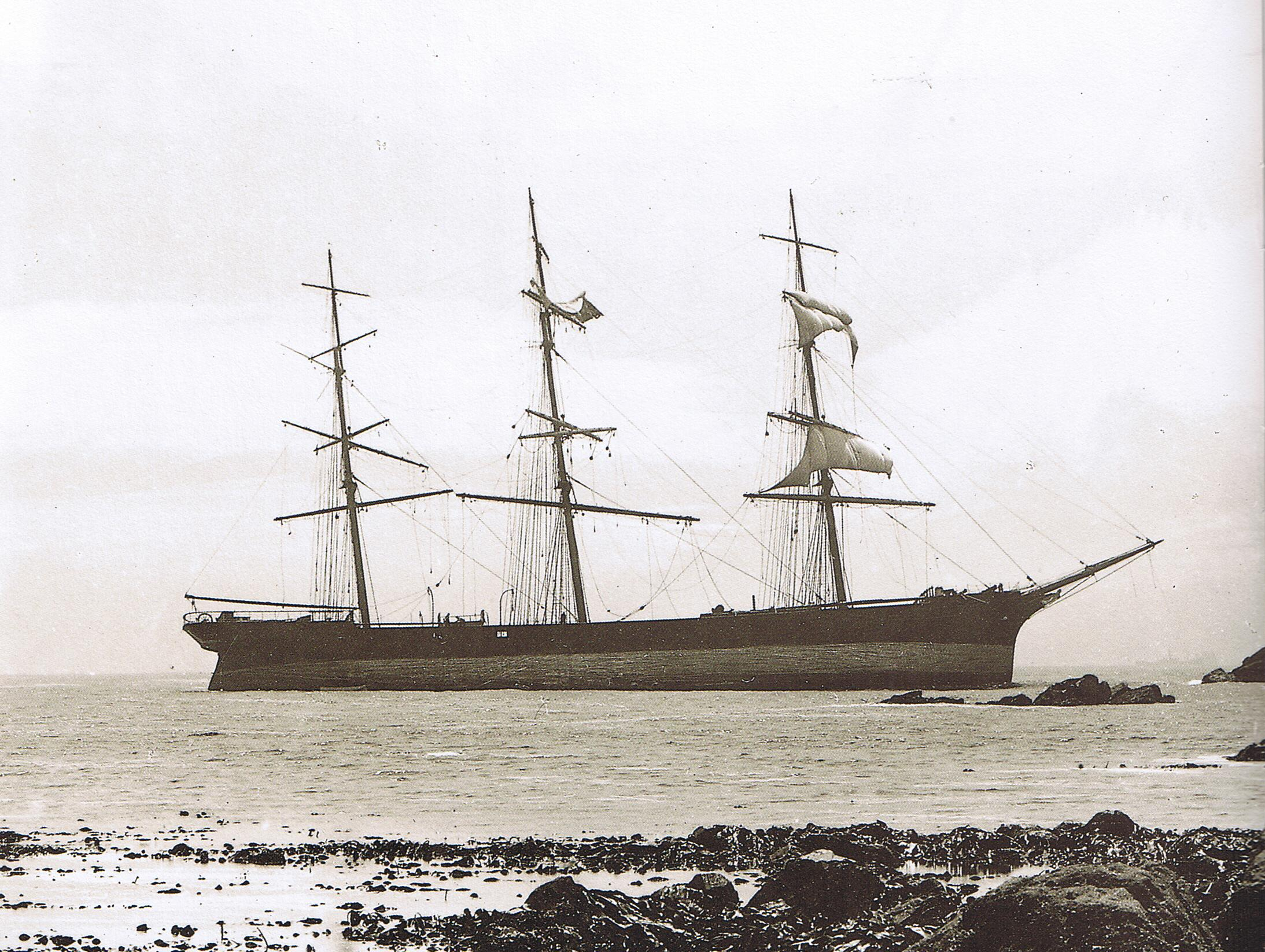
Die Wandsbek auf Grund beim Lizard Point, Mai 1900

Die Wandsbek war ein ursprünglich britisches, ab 1896 deutsches stählernes Vollschiff, das im Jahre 1900 am Lizard Point an der Südwestspitze von Cornwall auf die Felsenküste getrieben wurde und aufgegeben werden musste.

## Bau und technische Daten
Der Dreimaster lief am 19. Januar 1885 mit der Baunummer 289 auf der Werft von Alexander Stephen & Sons in Glasgow vom Stapel und erhielt den Namen Ardencaple. Das Schiff war 77,7 m lang und 11,9 m breit und mit 1.782 BRT vermessen. Besitzer war die Holzgroßhandelsfirma und Reederei Edmiston & Mitchells in Glasgow.

## Ardencaple
Die Ardencaple (ON 90002) fuhr im Frachtverkehr nach Indien, Australien und Südamerika.
Am 8. September 1888 war sie auf hoher See, etwa 600 Seemeilen nordöstlich von Recife (Brasilien), auf Position 2° 55′ 58,8″ S, 27° 27′ 0″ W in eine katastrophale Kollision mit dem britischen Vollschiff Earl Wemyss verwickelt. Die Ardencaple unter Kapitän Thomas Guthrie befand sich auf der Fahrt von Liverpool nach Kalkutta, die Earl Wemyss unter Kapitan Colquhoun, dessen Frau und drei Kinder ebenfalls an Bord waren, war auf der Heimreise nach England. In der Nacht um etwa 21:00 Uhr, bei gutem Wetter und unter allen Segeln, rammte die Ardencaple die Earl Wemyss, obwohl man ihre Positionslichter schon einige Zeitlang vorher gesehen hatte, mittschiffs unmittelbar vor dem Besanmast und schnitt deren stählernen Rumpf fast in zwei Teile. Die Earl Wemyss lag zunächst mit starker Schlagseite gegen die Ardencaple, begann aber bereits über ihr Heck zu sinken, legte sich dann plötzlich auf die andere Seite und versank sehr schnell mit dem Heck voran, wobei 16 Personen den Tod fanden. Die 12 Überlebenden, darunter der Kapitän. wurden von einem der unmittelbar nach der Kollision hinabgefierten Boote der Ardencaple aufgenommen.
Die Ardencaple selbst verlor ihre Fockmast-Takelage und erlitt schwerste Beschädigungen am Vorschiff, sodass sie viel Wasser aufnahm und das Vorschiff tiefer sank. Ein Teil der vorne verstauten Ladung wurde über Bord geworfen, um die Schwimmfähigkeit zu verbessern. Das Leck wurde mit Segeltuch abgedichtet, aber bei Tageslicht am folgenden Morgen stellte sich heraus, dass das nicht ausreichend war. Den gesamten 9. September verbrachte die Besatzung damit, das vordere Schott von hinten zu verstärken und die zerstörte Takelage zu entfernen. Gegen 20:00 Uhr kam ein Schiff in Sicht, das nach dem Hissen eines Notsignals längsseits kam. Die Überlebenden der Earl Wemyss wurden übergeben, und danach bestand auch die Besatzung der Ardencaple darauf, ihr Schiff verlassen zu dürfen; die Männer befürchteten einen Schottbruch, was einen schnellen Untergang herbeigeführt hätte. Nur Kapitän Guthrie und der Steuermann (First Mate) Cameron blieben auf dem Schiff, da sie der Meinung waren, es retten zu können.
Sie stellten am Morgen des 10. September fest, dass sie nach Westen drifteten, und da sie nicht genug Segel setzen konnten, um die Küste von Pernambuco zu erreichen, nahmen sie Kurs auf die etwa 300 Seemeilen westlich von ihnen gelegene Insel Fernando de Noronha, etwa 350 km östlich des brasilianischen Festlands. Mit einem der Kreuzmarssegel, den Resten des Großsegels und einem Besanstagsegel am Vorstag segelten sie bei Tag, drehten bei Nacht bei. Am 15. September erreichten sie Fernando de Noronha, wo sie an einer sicheren Stelle etwa 1200 m vor der Küste ankerten. Sie blieben dort 90 Tage, bis die von ihnen angeforderte Hilfe kam. Nach Ausführen der wichtigsten Notreparaturen wurde die Ardencaple von dem Schlepper Stormcock nach Greenock (Schottland) geschleppt, das am 19. Januar 1889 erreicht wurde.

## Wandsbek
Im Jahre 1896 wurde die inzwischen wieder seegehende Ardencaple an die deutsche Reederei Knöhr & Burchard in Hamburg verkauft und in Wandsbek umbenannt und erhielt das Unterscheidungssignal (RKMG). Sie segelte meist nach Südamerika und Häfen an der süd- und nordamerikanischen Westküste.
Im Mai 1900 lief sie den südenglischen Hafen Falmouth (Cornwall) an, um dort ihre Weisungen für die Weiterfahrt nach Portland (Oregon) an der Nordwestküste der USA zu empfangen, erhielt jedoch Order, zunächst noch nach Liverpool zu fahren. Der Schlepper Dragon schleppte das Schiff am 26. Mai aus dem Hafen und bis südlich des Kap Lizard. Die Schleppleine wurde jedoch zu früh losgeworfen und die Wandsbek wurde, ehe sie richtig Fahrt aufnehmen konnte, vom Wind am Maenheere Riff südlich des Lizard Point bei Position 49° 57′ 23″ N, 5° 12′ 23″ W auf die Felsen getrieben und musste aufgegeben werden.
Die Reste des Wracks liegen dort noch heute in etwa 10 m Wassertiefe unweit der Küste.
Schon am 22. September 1900 kauften Knöhr & Burchard als Ersatz die 1892 gebaute britische Viermast-Bark Ancyra von der Reederei G.T Soley & Co. in Liverpool und gaben ihr den Namen Wandsbek mit dem Unterscheidungssignal (RLTH).